# 毛柄杜鹃
毛柄杜鹃（学名：Rhododendron valentinianum）为杜鹃花科杜鹃花属下的一个种。

## 扩展阅读
- 維基物種上的相關：毛柄杜鹃